# Jakob Eduard Polak

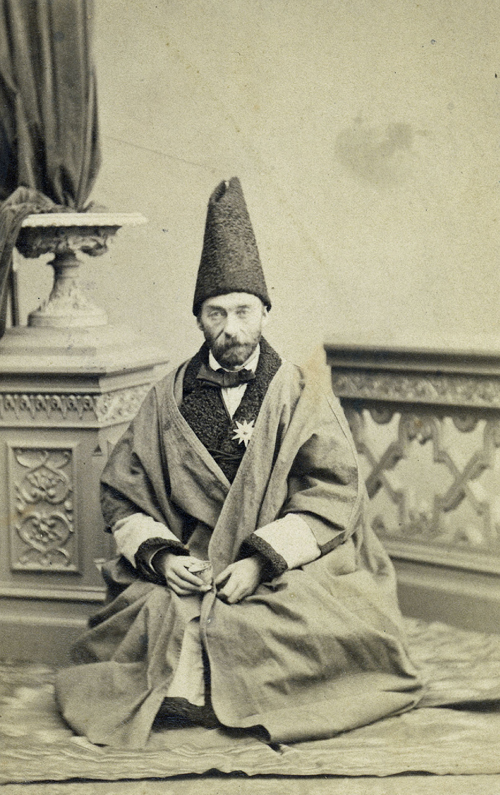
Jakob Eduard Polak

Jakob Eduard Polak, auch: Jakob Eduard Pollak, auch: Jakob Eduard Polack (* 12. November 1818 in Groß Morschin, Böhmen; † 8. Oktober 1891 in Wien) war ein österreichischer Arzt und Ethnograph, der sich besonders um den Aufbau einer modernen Medizin nach europäischem Muster in Persien sowie um die Beziehung zwischen Österreich-Ungarn und diesem Land verdient gemacht hat.

## Leben und Wirken
Jakob Eduard Polak wurde in der Nähe von Prag als Sohn einer armen jüdischen Familie geboren. Er studierte Medizin an den Universitäten in Prag und Wien, wo er 1845 zum Doktor der Medizin und 1847 der Chirurgie promoviert wurde; auch eine Ausbildung zum Magister der Geburtshilfer hatte er bis 1849 abgeschlossen. Er arbeitete ein Jahr im Allgemeinen Krankenhaus in Wien, bevor er als Fabriksarzt nach Klobouk ging. Nach zwei Jahren kehrte er aber nach Wien zurück und befasste sich neben seinem ärztlichen Beruf auch mit wissenschaftlichen Studien.
1851 verließ Polak Österreich, möglicherweise, da er sich an der Revolution von 1848 beteiligt hatte. Auf Einladung der persischen Regierung ging er im November 1851 nach Teheran, um dort vorerst an der Militärschule zu unterrichten. Nachdem Polak die persische Sprache erlernt hatte und ein physiologisches Lehrbuch sowie ein medizinisches Wörterbuch in persischer, arabischer und lateinischer Sprache verfasst hatte, wirkte er an der Gründung und Eröffnung (Januar 1852) einer neuen, modernen Hochschule namens Dar-ol Fonun, einer Art Polytechnikum, mit, führte dort ein westlich orientiertes Curriculum ein und lehrte Anatomie und Chirurgie. Überdies gründete er eine Poliklinik, ein Militärspital und führte seine eigene ärztliche Praxis.
Polak gilt somit als Begründer der modernen Medizin im heutigen Iran. 1855 wurde er Leibarzt des Schahs Naser al-Din Schâh Qadschar, den er auf seinen Reisen begleitete. Nebenbei betrieb er auch soziokulturelle und naturwissenschaftliche Forschungen – er „‚war ein auf Persien spezialisierter Humboldtist im höchsten Sinne‘, vor der Trennung zwischen Natur- und Geisteswissenschaften“, so ein auf Polak spezialisierter Forscher.
Zusammen mit Gāstager Khan stellte er Kontakte zu Industriellen und Wirtschaftstreibenden aus der Heimat her und beriet in Teheran lebende Österreicher. Als Forschungsreisender besuchte er selbst die entlegensten Gebiete Persiens und war auch an den Gräbern der biblischen Gestalten Mordechai und Esther in Hamadan.
1860 kehrte er nach Wien zurück, wo er wiederum im Allgemeinen Krankenhaus arbeitete. Daneben war Polak auch auf den Gebieten der Wissenschaft, Administration, Diplomatie, Ökonomie und Kultur tätig und wurde ein international gefragter Fachmann für Persien. Als Ratgeber unterstützte er österreichische Behörden und wohl auch die ab 1879 wirkende Österreichisch-ungarische Militärmission in Persien mit seinem Wissen und trat in vielen Bereichen als Vermittler zwischen Österreich-Ungarn und Persien auf.
Als Mitglied der Geographischen Gesellschaft veröffentlichte er zahlreiche Aufsätze und Beschreibungen über Persien und die benachbarten Länder. 1865 verfasste er ein umfassendes ethnographisches Werk über den Iran, das auch heute noch als Standardwerk Bedeutung hat. In Zusammenarbeit mit der Österreichischen Akademie der Wissenschaften und dem Naturhistorischen Museum in Wien organisierte er naturwissenschaftliche Expeditionen nach Persien, das er 1882 selbst noch einmal besuchte und sein Lebenswerk von seinem französischen Kollegen Tholozan (1820–1897) fortgesetzt worden ist.

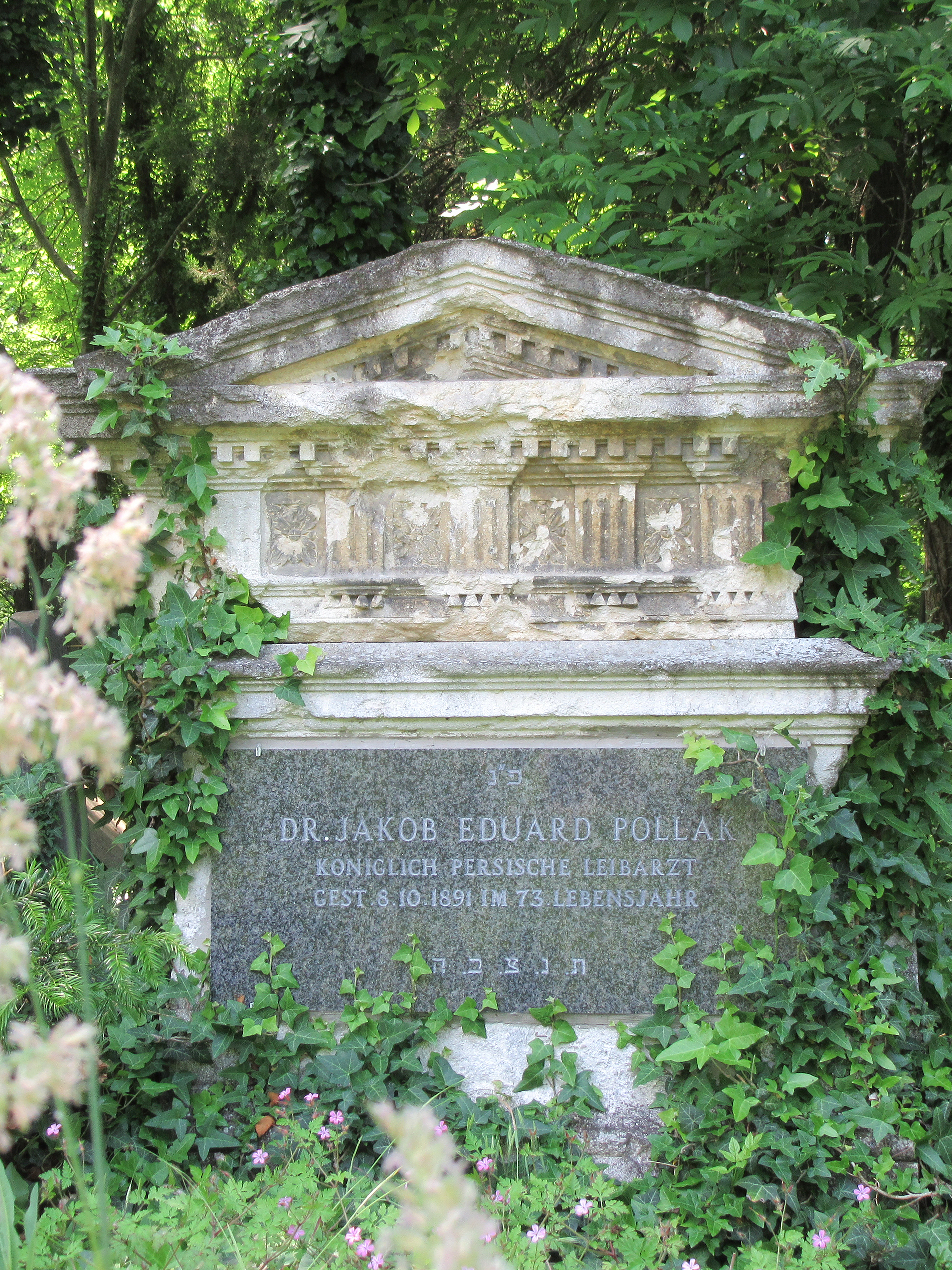
Grab von Jakob Eduard Polak auf dem Wiener Zentralfriedhof

Auf der Wiener Weltausstellung 1873 traf er als Vertreter der persischen Regierung und Mitglied der Ausstellungs-Kommission die Auswahl der Objekte, die aus Persien zur Ausstellung nach Wien geschafft werden sollte. Bei dieser Gelegenheit erwarb das Museum für angewandte Kunst unter anderem 60 Folios der einzigartigen Mogulhandschrift Hamzanama.
An der Wiener Universität unterrichtete Polak als Lektor bis zu seinem Tode die neupersische Sprache. Er war dem Land und der Sprache so verbunden, dass er auch für seinen Grabstein am Wiener Zentralfriedhof (Tor 1, Gruppe 19, Reihe 57, Nr. 45) einen Vers des persischen Dichters Saadi auswählte: 
„DER EWIGE [GÜTIGE] SCHLIESST KEIN THOR,
 ER ÖFFNET DENN EIN ANDERES ZUVOR.“
Der durch Kriegseinwirkungen beschädigte Grabstein wurde jedoch 2007 entfernt und ist seit der Neueröffnung des Weltmuseum Wien im Mezzanin in der Abteilung 'Der Orient vor der Haustüre' ausgestellt; heute befindet sich am Friedhof ein neuer Stein.

## Auszeichnungen
- Sonnen- und Löwenorden (Persien)[5]
- Ernennung zum Oberst II. Klasse (Persien)
- Franz-Joseph-Orden[5]
- Goldene Medaille für Kunst und Wissenschaft[5]

## Schriften
- Chronische Fussgeschwüre und Varices. In: Zeitschrift der kais. kön. Gesellschaft der Aerzte zu Wien. Band 6 1850, S. 322–337. (online)
- Fi tashrih badan al-insan (Lehrbuch über Anatomie des Menschen). Teheran 1854.
- Kitab-i jarrahi wa yak risalah dar kahhali (Das Buch der Chirurgie). Teheran 1857.
- Über die Kommunikationsmittel, die Sicherheit des Eigentums und der Reisenden und über Asyle in Persien. In: Mitteilungen der Geographischen Gesellschaft in Wien. Wien 1861.
- Beitrag zu den agrarischen Verhältnissen in Persien. In: Mitteilungen der Geographischen Gesellschaft in Wien. Wien 1862.
- Persien. Das Land und seine Bewohner. Ethnographische Schilderungen. Brockhaus, Leipzig 1865 (online),(Digitalisat). (Nachdruck: Olms, Hildesheim / Zürich / New York 2004, ISBN 3-487-05960-6)
- Universal Exhibition. Special-Catalog der Ausstellung des Persischen Reiches. Selbstverlag der Persischen Ausstellungs-Commission. Wien 1873 (anlässlich der Weltausstellung 1873 in Wien).
- Die österreichischen Lehrer in Persien. Vortrag, gehalten am 13. December 1876. Hölder, Wien 1876.
- Miscellen. Zwei orientalische Wollstoff-Muster und eine Imitation von Stickerei. In: Monatsschrift für den Orient, Jahrgang 1878, S. 32 (online bei ANNO).
- Miscellen. Die Kaschmirwolle. In: Monatsschrift für den Orient, Jahrgang 1878, S. 80 (online bei ANNO).
- Rezension eines Werks von Joseph Karabacek: Literatur-Bericht. Die persische Nadelmalerei Susandschird. In: Monatsschrift für den Orient, Jahrgang 1881, S. 184 f. (online bei ANNO).
- Das persische Opium. In: Monatsschrift für den Orient, Jahrgang 1883, S. 124 f. (online bei ANNO).
- Rezension eines Werks von Charles J. Wills: Literatur-Bericht. In the land of the lion and sun, or modern Persia. In: Monatsschrift für den Orient, Jahrgang 1884, S. 56. (online bei ANNO).
- Der persische Teppich. In: Monatsschrift für den Orient, Jahrgang 1885, S. 13. (online bei ANNO).
- Deutsch-persisches Konversationswörterbuch. Nebst einem Abriß der Formen- und Satzlehre. Aus dem Nachlaß bearbeitet und hrsg. von Franz Sättler. Hartleben, Wien/Leipzig 1914.